# Winston Bogarde
Winston Lloyd Bogarde (Rotterdam, 22 oktober 1970) is een Surinaams-Nederlandse voormalige voetballer en (assistent-)voetbaltrainer. Het grootste deel van zijn loopbaan speelde hij als linkerverdediger of als centrale verdediger. Hij begon zijn carrière echter als aanvaller. Zijn grootste successen behaalde hij in zijn tijd bij Ajax en bij FC Barcelona. Minder positieve bekendheid genoot hij door zijn vele aanvaringen met medespelers en trainers. Bij zijn laatste club, Chelsea, had hij een langdurig financieel conflict, waardoor hij gedurende vier seizoenen nauwelijks speelde. Na zijn spelersloopbaan richtte Bogarde zich op het trainervak; zijn laatste functie vervulde hij in de rol van assistent-trainer bij Ajax. 
Bogarde woonde tussen zijn vierde en zijn zevende in Paramaribo. Hij beschouwt Suriname als zijn thuisland. Vanaf 1977 groeide hij op in het Witte Dorp in het Rotterdamse Delfshaven, als jongste in een gezin met dertien kinderen. Hij koos ervoor de achternaam van zijn moeder, Dehlia Bogarde, te dragen.

## Loopbaan

### Beginjaren

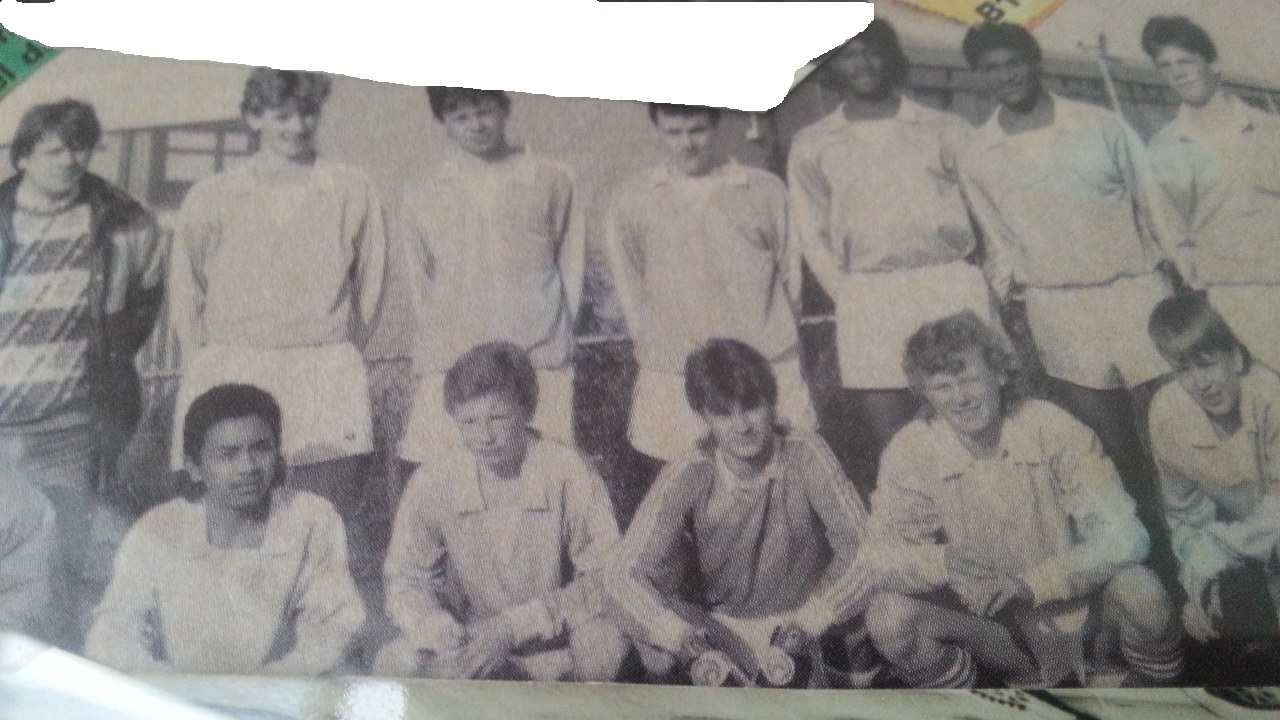
B1 Landelijk Alexandria 1987, 2de van rechts Winston Bogarde

Op achtjarige leeftijd kwam Bogarde in het jeugdteam van Sparta Rotterdam terecht. Hier speelde hij jarenlang als aanvaller, en jeugdtrainer Henk van Stee zag potentie in hem. Zijn eerste profwedstrijd speelde hij echter niet voor Sparta. Omdat hij bij die club weg moest, ging hij naar Alexandria '66.
Bij Alexandria'66 kreeg hij een nieuwe kans, deze vereniging had 3 jeugdelftallen op het hoogste landelijke niveau. Winston Bogarde begon in het B1-landelijk jeugdteam van Alexandria'66.
Via die amateurclub kwam hij bij eerstedivisionist SVV, waarvoor hij in het seizoen 1988/1989 debuteerde. Verder in het seizoen speelde hij nog acht wedstrijden, en scoorde hij eenmaal. Het volgende seizoen begon hij bij Excelsior, maar halverwege keerde hij weer terug bij SVV, waarmee hij kampioen van de eerste divisie werd. Een grote bijdrage leverde hij daar niet aan, hij speelde slechts twee wedstrijden. Eenmaal in de Eredivisie deed de Schiedamse club helemaal geen beroep meer op Bogarde. Kort nadat hij als amateur bij Sparta had getekend, werd zijn loopbaan onderbroken vanwege het vervullen van zijn dienstplicht. Gedurende deze tijd verliet Bogarde tweemaal de militaire basis. Hij werd daarna met hulp van een maatschappelijk werker afgekeurd voor militaire dienst.

### Sparta Rotterdam
Na het voetballoze seizoen keerde Bogarde terug naar zijn jeugdclub Sparta. Hij speelde aanvankelijk in het tweede team. Pas in het seizoen 1992/1993, zijn vijfde seizoen als profvoetballer, werd Bogarde een vaste waarde bij zijn club. Hij speelde 32 wedstrijden voor de Rotterdammers en vond daarin drie keer het net. Het seizoen 1993/1994 was met 11 goals in 33 wedstrijden veruit zijn productiefste. Met Sparta plaatste hij zich voor de Intertoto Cup. Bogarde kwam in de belangstelling van andere clubs te staan. Hij leek in te gaan op een financieel aantrekkelijk bod van MSV Duisburg, maar vlak voor de overeenkomst werd bezegeld, belde Louis van Gaal hem op. De oefenmeester van landskampioen Ajax zag potentie in Bogarde, maar dan in een meer gereserveerde rol als linkshalf of linksback. Hoewel Bogarde altijd de ambitie had als spits succesvol te zijn, besloot hij akkoord te gaan met de omscholing en vertrok naar Amsterdam.

### Ajax
Bij Ajax kende Bogarde een moeizame start. Een blessure zorgde ervoor dat hij pas in december debuteerde, ook de omscholing tot verdediger en het hoge niveau waren lastige drempels. Eenmaal fit werd Bogarde vooral als invaller gebruikt. Aan het einde van het seizoen boekte de ploeg groot succes, door naast de landstitel ook de Champions League te winnen. In 1995/1996 borduurde men voort op het seizoen daarvoor, door de Nederlandse Supercup, de Europese Supercup (waarbij Bogarde de openingstreffer in de thuiswedstrijd maakte) en de Wereldbeker voor clubteams te winnen. Bogarde speelde daarbij een prominentere rol in de ploeg dan voorheen; ondanks concurrentie van Braziliaans wereldkampioen Márcio Santos was hij eerste keus op de linksback-positie. Ajax won opnieuw de landstitel en reikte tot de finale van de Champions League, die ditmaal verloren ging tegen Juventus. Hierna zakte Ajax af. De club presteerde relatief matig in 1996/1997. Ook voor Bogarde persoonlijk was het een minder seizoen. Mede door blessures speelde hij slechts 16 wedstrijden. De medische staf van Ajax beschuldigde Bogarde ervan blessures te simuleren. In maart 1997 raakte Bogarde in conflict met Van Gaal en het bestuur nadat hij, net gerevalideerd van een blessure, een basisplaats eiste in de Champions League-wedstrijd tegen Atlético Madrid. Hij weigerde vervolgens op de bank plaats te nemen tijdens dit duel.

### AC Milan
Evenals Patrick Kluivert en eerder Michael Reiziger en Edgar Davids, vertrok Bogarde in de zomer van 1997 naar de Italiaanse club AC Milan. Bogarde leek de vaste linksback te worden in het voorseizoen, clubicoon Paolo Maldini werd elders in de verdediging gepositioneerd. Toen het seizoen daadwerkelijk begon, werd Bogarde niet opgesteld. De Rotterdammer ging verhaal halen bij coach Fabio Capello. Die was daar niet van gediend, wat voor een slechte verstandhouding zorgde. Een terugspeelbal van Bogarde tegen Udinese leidde een nederlaag in, waarmee de positie van Bogarde verder verslechterde. Bogarde kwam in totaal drie keer als invaller in actie. Met het oog op het WK in Frankrijk, wist Bogarde dat hij speeltijd nodig had om in aanmerking voor een selectieplaats te komen en vertrok halverwege het seizoen naar Barcelona.

### FC Barcelona
In Catalonië werd Bogarde herenigd met trainer Van Gaal. Ook zou er naast de al aanwezige rechtsback Reiziger later nog een aantal Nederlandse spelers bij de selectie komen. Bogardes tweede seizoenshelft stond in schril contrast met de eerste. Waar hij bij het ondermaats presterende Milan sporadisch speelde, leefde hij bij Barça op als centrale verdediger. Hij speelde 19 wedstrijden en won drie prijzen: de landstitel, de Copa del Rey en de Europese Super Cup. Op het WK 1998 brak hij zijn been en scheurde alle spieren in zijn enkel en miste daardoor vrijwel het gehele daaropvolgende seizoen. Met één gespeelde wedstrijd had hij een minimale bijdrage in de prolongatie van de landstitel. In het seizoen 1999/2000 was Bogarde weer fit. Hij speelde 21 wedstrijden, werd runner-up in de competitie en reikte tot de halve finale van de Champions League.

### Chelsea
Na tweeënhalf jaar in Spanje vertrok Bogarde naar Engeland om daar voor Chelsea te spelen. Hij speelde er negen competitiewedstrijden in vier jaar tijd. Trainer Claudio Ranieri werd enkele weken na Bogarde aangesteld en zag geen toekomst voor de linksback. Hij speelde negen competitiewedstrijden in zijn eerste maanden, voornamelijk als invaller. In december 2000 raakte hij zwaar geblesseerd aan zijn knie, na een revalidatie van vier maanden was hij volledig uit de plannen van de club verdwenen. Chelsea wilde hem met een afkoopsom laten gaan, maar Bogarde eiste zijn volledige salaris op: vier contractjaren met een weeksalaris van € 50.000. Alleen als een andere club hem minstens evenveel salaris bood, zou hij vertrekken. Die club kwam nooit, waardoor Bogarde zijn volledige contract uitdiende zonder daadwerkelijk voor het eerste team te spelen. Chelsea zette hem onder druk om voortijdig te vertrekken door hem uit de selectie te zetten en mee te laten trainen met de jeugd. Bogarde liet zich niet verleiden tot een werkweigering en trainde zoals Chelsea hem opdroeg. Het maakte Bogarde tot een karikatuur in de Engelse media, maar de verdediger hield voet bij stuk en incasseerde al zijn geld. Bogarde verklaarde: "Deze wereld draait om geld, dus als je miljoenen aangeboden krijgt pak je die. Weinig mensen zullen ooit zoveel verdienen. Ik ben een van de gelukkigen die dat wel doet. Ik ben misschien een van de slechtste aankopen in de geschiedenis van het Premiership, maar dat maakt me niet uit". In 2007 stond Bogarde in The Times op nummer 29 in een klassement van 'slechtste spelers in de Premier League ooit'.
Na zijn Engelse jaren ging Bogarde op zoek naar een nieuwe club. Na achttien maanden had hij echter nog niet de aanbieding waar hij op hoopte. Hij kondigde november 2005 het einde van zijn actieve voetbalcarrière aan. Bogarde: "Ik heb een hoop aanbiedingen gekregen, maar helaas zat er geen bij waar ik naar op zoek was. Na lang wikken en wegen heb ik besloten mijn voetbalschoenen op te bergen."

### Nederlands elftal
In december 1995 werd Winston Bogarde voor het eerst opgeroepen voor het Nederlands elftal door bondscoach Guus Hiddink. In de play-offwedstrijd tegen Ierland debuteerde hij, Nederland plaatste zich middels een 2-0-overwinning voor het Europees Kampioenschap van 1996. Op het EK was Bogarde een vaste waarde. Hij speelde alle wedstrijden van begin tot eind mee. In de kwartfinale eindigde het voor Oranje teleurstellende toernooi na strafschoppen tegen Frankrijk. Tijdens het toernooi was er veel media-aandacht voor een vermeende breuk tussen de blanke en zwarte spelers. Laatstgenoemde groep wordt vaak de kabel genoemd. Bogarde zelf gaf aan dat de salaris- en machtsverschillen bij Ajax aan de grondslag lagen voor de onderlinge spanningen.
Na een sterke start bij FC Barcelona was Bogarde ook onderdeel van de WK-selectie in 1998. Hij speelde in twee groepswedstrijden als invaller. Hij leek te starten in de halve finale tegen Brazilië, nadat vaste linksback Arthur Numan in de kwartfinale tegen een rode kaart opliep. In een training resulteerde een ongelukkig schot echter tot een beenbreuk en een zware enkelblessure, die hem maanden aan de kant hield. In de aanloop naar het EK 2000 raakte Bogarde uit beeld bij bondscoach Frank Rijkaard. Zijn laatste interland was een oefenwedstrijd tegen Spanje in 2000. In totaal kwam hij 20 maal uit voor Oranje.
| Interlands van Winston Bogarde | Interlands van Winston Bogarde | Interlands van Winston Bogarde | Interlands van Winston Bogarde | Interlands van Winston Bogarde | Interlands van Winston Bogarde |
| №                              | Datum                          | Wedstrijd                      | Uitslag                        | Competitie                     | Doelpunten                     |
| Als speler van Ajax            | Als speler van Ajax            | Als speler van Ajax            | Als speler van Ajax            | Als speler van Ajax            | Als speler van Ajax            |
| ------------------------------ | ------------------------------ | ------------------------------ | ------------------------------ | ------------------------------ | ------------------------------ |
| 1                              | 13 december 1995               | Nederland – Ierland            | 2 – 0                          | EK-kwalificatie                | 0                              |
| 2                              | 24 april 1996                  | Nederland – Duitsland          | 0 – 1                          | Vriendschappelijk              | 0                              |
| 3                              | 4 juni 1996                    | Nederland – Ierland            | 3 – 1                          | Vriendschappelijk              | 0                              |
| 4                              | 10 juni 1996                   | Nederland – Schotland          | 0 – 0                          | EK-eindronde                   | 0                              |
| 5                              | 13 juni 1996                   | Nederland – Zwitserland        | 2 – 0                          | EK-eindronde                   | 0                              |
| 6                              | 18 juni 1996                   | Engeland – Nederland           | 4 – 1                          | EK-eindronde                   | 0                              |
| 7                              | 22 juni 1996                   | Frankrijk – Nederland          | 0 – 0                          | EK-eindronde                   | 0                              |
| 8                              | 5 oktober 1996                 | Wales – Nederland              | 1 – 3                          | WK-kwalificatie                | 0                              |
| Als speler van AC Milan        |                                |                                |                                |                                |                                |
| 9                              | 6 september 1997               | Nederland – België             | 3 – 1                          | WK-kwalificatie                | 0                              |
| 10                             | 11 oktober 1997                | Nederland – Turkije            | 0 – 0                          | WK-kwalificatie                | 0                              |
| Als speler van FC Barcelona    |                                |                                |                                |                                |                                |
| 11                             | 21 februari 1998               | Verenigde Staten – Nederland   | 0 – 2                          | Vriendschappelijk              | 0                              |
| 12                             | 24 februari 1998               | Mexico – Nederland             | 2 – 3                          | Vriendschappelijk              | 0                              |
| 13                             | 1 juni 1998                    | Nederland – Paraguay           | 5 – 1                          | Vriendschappelijk              | 0                              |
| 14                             | 5 juni 1998                    | Nederland – Nigeria            | 5 – 1                          | Vriendschappelijk              | 0                              |
| 15                             | 20 juni 1998                   | Zuid-Korea – Nederland         | 0 – 5                          | WK-eindronde                   | 0                              |
| 16                             | 25 juni 1998                   | Mexico – Nederland             | 2 – 2                          | WK-eindronde                   | 0                              |
| 17                             | 9 oktober 1999                 | Nederland – Brazilië           | 2 – 2                          | Vriendschappelijk              | 0                              |
| 18                             | 23 februari 2000               | Nederland – Duitsland          | 2 – 1                          | Vriendschappelijk              | 0                              |
| 19                             | 29 maart 2000                  | België – Nederland             | 2 – 2                          | Vriendschappelijk              | 0                              |
| Als speler van Chelsea         |                                |                                |                                |                                |                                |
| 20                             | 15 november 2000               | Spanje – Nederland             | 1 – 2                          | Vriendschappelijk              | 0                              |

### Na het voetbal
Na zijn voetballoopbaan richtte Bogarde samen met zijn vrienden Marlon Albitrouw en Reggy Fabre het bedrijf Global Music Entertainment op, een evenementenbureau gespecialiseerd in urban-muziek. Begin 2007 kwam de Amsterdamse Sociëteit Reyes, mede opgericht door Bogarde, in het nieuws door overval met dodelijke afloop.
Ook in de voetbalwereld is Bogarde nog actief. Hij is als coach betrokken bij de Suriprofs, waar hij in het verleden zelf voor speelde. Verder verzorgt de oud-verdediger voetbalclinics.
Samen met Lange Frans, Ellen ten Damme, Johnny de Mol, Joep Sertons en Fajah Lourens deed hij in 2007 mee aan het programma Veronica Poker. Hij had meer pokerervaring dan de anderen, maar won niet.
In 2010 begon Bogarde met het halen van zijn trainersdiploma in Ierland. Hij ging op zoek naar een Nederlandse ploeg waar hij aan de slag kon als verdedigerstrainer. Dit werd bekend na de wedstrijd van de Verenigde Staten tegen Ghana, in Studio Sportzomer.
In 2011 behaalde hij zijn trainingsdiploma's en werd hij door Ajax benaderd voor een functie als jeugdtrainer. Dat jaar werden drie van zijn huizen per opbod door de bank geveild.
Sinds 2017 was Bogarde assistent-trainer bij Jong Ajax. Een van zijn pupillen daar was zijn neef Danilho Doekhi.
In juli 2020 werd Bogarde aangesteld als assistent-trainer bij het eerste elftal van Ajax onder hoofdtrainer Erik ten Hag.
Op 1 juni 2022 werd bekendgemaakt dat Bogarde in het nieuwe seizoen geen deel meer zal uitmaken van de Technische staf van Ajax. Alfred Schreuder, de nieuwe trainer van Ajax, zal zijn staf anders invullen.
Bogarde is in het seizoen 2022/23 zo nu en dan als analist te gast bij de door RTL7 uitgezonden voetbalwedstrijden.

## Boek
Op 1 december 2005 verscheen de officiële biografie van Bogarde, Winston Bogarde - Deze neger buigt voor niemand (ISBN 9052408599). Het verhaal is op schrift gesteld door Marcel Rözer. In het boek vertelt Bogarde over zijn vroegere ambitie profvoetballer te worden, de kloof tussen witte en zwarte mensen die hij ervoer in de voetbalwereld en over spraakmakende momenten uit zijn loopbaan.

## Clubstatistieken
| Seizoen | Club             | Land               | Competitie       | Wedstrijden | Doelpunten |
| ------- | ---------------- | ------------------ | ---------------- | ----------- | ---------- |
| 1988/89 | SVV              | Vlag van Nederland | Eerste divisie   | 9           | 1          |
| 1989/90 | Excelsior        | Vlag van Nederland | Eerste divisie   | 10          | 1          |
| 1989/90 | SVV              | Vlag van Nederland | Eerste divisie   | 2           | 0          |
| 1990/91 | SVV              | Vlag van Nederland | Eredivisie       | 0           | 0          |
| 1991/92 | Sparta Rotterdam | Vlag van Nederland | Eredivisie       | 0           | 0          |
| 1992/93 | Sparta Rotterdam | Vlag van Nederland | Eredivisie       | 32          | 3          |
| 1993/94 | Sparta Rotterdam | Vlag van Nederland | Eredivisie       | 33          | 11         |
| 1994/95 | Ajax             | Vlag van Nederland | Eredivisie       | 13          | 0          |
| 1995/96 | Ajax             | Vlag van Nederland | Eredivisie       | 33          | 2          |
| 1996/97 | Ajax             | Vlag van Nederland | Eredivisie       | 16          | 4          |
| 1997/98 | AC Milan         | Vlag van Italië    | Serie A          | 3           | 0          |
| 1997/98 | FC Barcelona     | Vlag van Spanje    | Primera División | 19          | 2          |
| 1998/99 | FC Barcelona     | Vlag van Spanje    | Primera División | 1           | 0          |
| 1999/00 | FC Barcelona     | Vlag van Spanje    | Primera División | 21          | 2          |
| 2000/01 | Chelsea          | Vlag van Engeland  | Premiership      | 9           | 0          |
| 2001/02 | Chelsea          | Vlag van Engeland  | Premiership      | 0           | 0          |
| 2002/03 | Chelsea          | Vlag van Engeland  | Premiership      | 0           | 0          |
| 2003/04 | Chelsea          | Vlag van Engeland  | Premiership      | 0           | 0          |
| Totaal  | Totaal           | Totaal             | Totaal           | 201         | 26         |

## Erelijst
Als speler
 SVV
- Eerste divisie: 1989/90

 Ajax
- Wereldbeker voor clubteams: 1995
- UEFA Champions League: 1994/95
- UEFA Super Cup: 1995
- Eredivisie: 1994/95, 1995/96
- Nederlandse Supercup: 1994, 1995

 FC Barcelona
- UEFA Super Cup: 1997
- Primera División: 1997/98, 1998/99
- Copa del Rey: 1997/98

Als assistent-trainer
 Ajax
- KNVB Beker: 2020/21
- Eredivisie: 2020/21